# Weerstatistieken januari Nederland en België
Deze pagina bevat de gemiddelde waarden en de uitzonderlijke gebeurtenissen op weergebied in de maand januari in Nederland en België, zoals geregistreerd door respectievelijk de KNMI-weerstations in Nederland en het KMI in Ukkel, België.

## Weerstatistieken maand januari in Nederland 1901-2024

### Gemiddelden
Langjarige gemiddelden in het tijdvak 1991-2020.
|                                                  | De Bilt | Eelde | Rotterdam | Maastricht |
| ------------------------------------------------ | ------- | ----- | --------- | ---------- |
| Gemiddelde temperatuur in graden Celsius         | 3,6     | 2,8   | 4,0       | 3,2        |
| Gemiddelde minimumtemperatuur in graden Celsius  | 0,9     | 0,1   | 1,3       | 0,5        |
| Gemiddelde maximumtemperatuur in graden Celsius  | 6,1     | 5,2   | 6,4       | 5,7        |
| Dagen met max temperatuur > 20 C                 | .       | .     | .         | .          |
| Gemiddelde relatieve vochtigheid in procenten    | 86,7    | 89,5  | 86,6      | 86,4       |
| Gemiddelde neerslagduur in procenten van de tijd | 9,8     | 10,5  | 9,4       | 9,8        |
| Gemiddelde neerslaghoeveelheid in mm             | 70,8    | 72,7  | 70,8      | 63,8       |
| [ 1 ]                                            |         |       |           |            |

### Extremen
Hieronder volgen ranglijsten voor de hoogste en laagste gemiddelde temperatuur, de grootste en laagste neerslagsom en het grootste en laagste aantal uren zonneschijn, zoals gemeten op het KNMI-station in De Bilt tussen 1901 en 2024. De lijst van maandrecords is samengesteld uit de beschikbare gegevens van de genoemde stations.
| #     | Hoogste gemiddelde temperatuur in °C | Hoogste gemiddelde temperatuur in °C | Grootste neerslagsom in mm | Grootste neerslagsom in mm | Grootste aantal uren zonneschijn | Grootste aantal uren zonneschijn | #   |
| ----- | ------------------------------------ | ------------------------------------ | -------------------------- | -------------------------- | -------------------------------- | -------------------------------- | --- |
| 1.    | 2007                                 | 7,1                                  | 2023                       | 142,4                      | 1940                             | 109,3                            | 1.  |
| 2.    | 2008                                 | 6,5                                  | 1948                       | 140,7                      | 1954                             | 105,6                            | 2.  |
| 3.    | 1921                                 | 6,3                                  | 1984                       | 133,2                      | 2009                             | 100,8                            | 3.  |
| 4.    | 2020                                 | 6,2                                  | 1988                       | 127,8                      | 1947                             | 98,6                             | 4.  |
| 5.    | 1983                                 | 6,2                                  | 1995                       | 126,7                      | 1963                             | 96,4                             | 5.  |
| 6.    | 1975                                 | 6,2                                  | 2004                       | 123,1                      | 1909                             | 92,3                             | 6.  |
| 7.    | 1916                                 | 6,0                                  | 1915                       | 117,0                      | 1991                             | 91,8                             | 7.  |
| 8.    | 1988                                 | 5,9                                  | 2016                       | 116,4                      | 1996                             | 89,2                             | 8.  |
| 9.    | 2023                                 | 5,8                                  | 2015                       | 115,7                      | 2006                             | 88,8                             | 9.  |
| 10.   | 2014                                 | 5,7                                  | 1981                       | 114,2                      | 1933                             | 85,7                             | 10. |
| #     | Laagste gemiddelde temperatuur in °C | Laagste gemiddelde temperatuur in °C | Kleinste neerslagsom in mm | Kleinste neerslagsom in mm | Kleinste aantal uren zonneschijn | Kleinste aantal uren zonneschijn | #   |
| 1.    | 1940                                 | -5,5                                 | 1997                       | 3,6                        | 1969                             | 19,4                             | 1.  |
| 2.    | 1963                                 | -5,2                                 | 1996                       | 7,1                        | 1973                             | 24,4                             | 2.  |
| 3.    | 1942                                 | -5,1                                 | 2006                       | 15,1                       | 1902                             | 24,9                             | 3.  |
| 4.    | 1979                                 | -3,2                                 | 1929                       | 17,9                       | 1953                             | 25,2                             | 4.  |
| 5.    | 1985                                 | -3,0                                 | 1964                       | 22,4                       | 1915                             | 27,4                             | 5.  |
| 6.    | 1987                                 | -2,7                                 | 1953                       | 22,9                       | 1936                             | 28,5                             | 6.  |
| 7.    | 1941                                 | -2,5                                 | 1909                       | 25,1                       | 1990                             | 29,2                             | 7.  |
| 8.    | 1945                                 | -1,5                                 | 1987                       | 25,2                       | 1988                             | 32,3                             | 8.  |
| 9.    | 1947                                 | -1,4                                 | 1933                       | 25,2                       | 1945                             | 32,6                             | 9.  |
| 10.   | 1997                                 | -1,2                                 | 1963                       | 25,7                       | 1927                             | 32,7                             | 10. |
| [ 2 ] |                                      |                                      |                            |                            |                                  |                                  |     |

| | Officiële records  | Officiële records | Officiële records |  | Landelijke records             | Landelijke records | Landelijke records      |
| Gebeurtenis | Datum              | Extreem           | Locatie           |  | Datum                          | Extreem            | Locatie                 |
| --- | ------------------ | ----------------- | ----------------- |  | ------------------------------ | ------------------ | ----------------------- |
| Laagste etmaalgemiddelde temperatuur (°C) | 26-27 januari 1942 | −14,5             | De Bilt           |  | 5 januari 1979                 | −17,0              | Eelde                   |
| Hoogste etmaalgemiddelde temperatuur (°C) | 9 januari 2007     | 12,9              | De Bilt           |  | 9 januari 2007                 | 13,5               | Arcen                   |
| Laagste minimumtemperatuur (°C) | 27 januari 1942    | −24,7             | De Bilt           |  | 27 januari 1942                | −24,7              | De Bilt                 |
| Hoogste minimumtemperatuur (°C) | 9 januari 2007     | 11,8              | De Bilt           |  | 9 januari 2007                 | 12,6               | Gilze-Rijen             |
| Laagste maximumtemperatuur (°C) | 26 januari 1942    | −11,4             | De Bilt           |  | 26 januari 1942                | −13,3              | Eelde                   |
| Hoogste maximumtemperatuur (°C) | 1 januari 2023     | 15,6              | De Bilt           |  | 1 januari 2023                 | 16,9               | Eindhoven               |
| Hoogste uurgemiddelde windsnelheid (m/s) | 13 januari 1930    | 24,2              | De Bilt           |  | 3 januari 1976                 | 33,4               | IJmuiden                |
| Hoogste windstoot (m/s) | 20 januari 1960    | 37,0              | De Bilt           |  | 3 januari 2012                 | 48,0               | IJmuiden                |
| Langste zonneschijnduur (uur) | 31 januari 1911    | 8,2               | De Bilt           |  | 31 januari 1987                | 8,5                | Maastricht, Twenthe     |
| Langste neerslagduur (uur) | 30 januari 1960    | 23,4              | De Bilt           |  | 19 januari 2004                | 23,5               | Rotterdam, Wijk aan Zee |
| Hoogste etmaalsom van de neerslag (mm) | 16 januari 1918    | 40,3              | De Bilt           |  | 12 januari 2023                | 45,4               | Herwijnen               |
| Laagste etmaalgemiddelde relatieve vochtigheid (%) | 15 januari 1991    | 45                | De Bilt           |  | 3 januari 1908 15 januari 1991 | 41 41              | Maastricht Soesterberg  |
| Laagste uurwaarde luchtdruk op zeeniveau (hPa) | 23 januari 2009    | 961,5             | De Bilt           |  | 23 januari 2009                | 961,0              | Hoek van Holland        |
| Hoogste uurwaarde luchtdruk op zeeniveau (hPa) | 26 januari 1932    | 1050,4            | De Bilt           |  | 23 januari 1907                | 1053,0             | Eelde                   |
| Officiële records worden altijd gemeten op het KNMI-weerstation in De Bilt. Landelijke records kunnen worden gemeten op elk officieel KNMI-weerstation in Nederland. |                    |                   |                   |  |                                |                    |                         |

## Weerstatistieken maand januari in België 1833-heden

### Gemiddelden
Vanaf 2011 werden de nieuwe normale waarden opnieuw berekend op basis van de gemiddelde metingen in Ukkel over de referentieperiode 1981-2010.
De oude normalen hebben verschillende referentieperiodes.
|                                     | normaal (oud) | normaal (nieuw) | record + | jaar      | record - | jaar |
| ----------------------------------- | ------------- | --------------- | -------- | --------- | -------- | ---- |
| Luchtdruk in hPa                    | 1017          | 1017,5          | 1030,4   | 1882      | 1003,6   | 1865 |
| Gemiddelde windsnelheid in m/s      | 4             | 4,1             | 5,7      | 1948      | 2,6      | 1880 |
| Zonneschijnduur in hh:mm            | 55            | 59              | 104      | 2008      | 25       | 1935 |
| Gemiddelde temperatuur in °C        | 2,6           | 3,3             | 7,2      | 2007      | -6,3     | 1838 |
| Gemiddelde maximumtemperatuur in °C | 5,1           | 5,7             | 9,3      | 2007      | -1,5     | 1963 |
| Gemiddelde minimumtemperatuur in °C | -0,3          | 0,7             | 4,9      | 2007      | -8,4     | 1940 |
| Relatieve vochtigheid in %          | 86,3          | 87              | 99       | 1850      | 76       | 1946 |
| Gemiddelde dampdruk in hPa          | 6,5           | 7               | 9        | 2007      | 3,2      | 1838 |
| Neerslagtotaal in mm                | 64,7          | 76,1            | 153,8    | 2004/2025 | 2,6      | 2004 |
| Neerslagdagen                       | 19            | 19,2            | 28       | 1938      | 4        | 1997 |
| [ 13 ]                              |               |                 |          |           |          |      |

### Extremen
Overzicht van de hoogste en laagste 5 waarden voor de maand januari vanaf 1833 voor gemiddelde temperatuur, neerslaghoeveelheid en aantal neerslagdagen en vanaf 1887 voor zonneschijnduur in Ukkel.
|                        | Gemiddelde Temperatuur | Gemiddelde Temperatuur | Zonneschijnduur | Zonneschijnduur | Neerslaghoeveelheid | Neerslaghoeveelheid | Aantal neerslagdagen | Aantal neerslagdagen |
|                        | Jaar                   | °C                     | Jaar            | uren            | Jaar                | mm                  | Jaar                 | dagen                |
| ---------------------- | ---------------------- | ---------------------- | --------------- | --------------- | ------------------- | ------------------- | -------------------- | -------------------- |
| Hoogste waarden        |                        |                        |                 |                 |                     |                     |                      |                      |
| 2007                   | 7,2                    | 2008                   | 104             | 2004/2025       | 153,8               | 1938                | 28                   |                      |
| 2008                   | 6,5                    | 2006                   | 104             | 1995            | 143,6               | 1928                | 27                   |                      |
| 1975                   | 6,3                    | 1954                   | 100             | 1938            | 137,2               | 1948                | 27                   |                      |
| 1921                   | 6,2                    | 1950                   | 95              | 2016            | 134,6               | 1965                | 27                   |                      |
| 1988                   | 6,2                    | 1991                   | 94              | 1986            | 134,1               | 1994                | 27                   |                      |
| Normale waarde (oud)   |                        | 2,6                    |                 | 55              |                     | 64,7                |                      | 19                   |
| Normale waarde (nieuw) |                        | 3,3                    |                 | 59              |                     | 76,1                |                      | 19,2                 |
| Laagste waarden        |                        |                        |                 |                 |                     |                     |                      |                      |
| 1987                   | -2,8                   | 2021                   | 27              | 1964            | 22,5                | 1946                | 12                   |                      |
| 1942                   | -3,6                   | 2018                   | 27              | 1947            | 21,4                | 1942                | 12                   |                      |
| 1940                   | -4,2                   | 1902                   | 26              | 1996            | 15,0                | 1996                | 10                   |                      |
| 1963                   | -4,6                   | 1915                   | 26              | 1997            | 2,6                 | 1992                | 8                    |                      |
| 1838                   | -6,3                   | 1935                   | 26              | 2004            | 2,6                 | 1997                | 4                    |                      |
| [ 17 ]                 |                        |                        |                 |                 |                     |                     |                      |                      |

### Uitzonderlijke gebeurtenissen
Volgende extreme waarden werd in België bereikt:
- 1838 - De koudste maand januari tot nu toe, met een gemiddelde van -6,3 °C.
- 1902 - Tijdens de maand januari schijnt de zon nauwelijks 25 uur in Ukkel (normaal: 53 uur). Dit tekort zal geëvenaard worden in januari 1915 en 1935.
- 1915 - Zoals in 1902 en in 1935, tellen we dit jaar in Ukkel het kleinste aantal uren zonneschijn voor een maand januari: de zon schijnt slechts 25 uur (normaal: 53 uur).
- 1932 - Tijdens de maand januari valt er geen sneeuw in Ukkel. Dit zal ook het geval zijn in 1969.
- 1935 - Zoals in 1902 en in 1915 kregen we de maand januari slechts 25 uur zonneschijn in Ukkel (normaal: 53 uur). Dit is voor januari de laagste waarde van de eeuw.
- 1940 - Deze maand januari tellen we dertig vorstdagen in Ukkel. Dit is een record, ex aequo met 1945 en 1963.
- 1945 - Deze maand januari telt een recordwaarde van dertig vorstdagen in Ukkel (zoals in 1940 en in 1963). De laagste minimumtemperatuur wordt gemeten de 26ste en bedraagt –13,9 °C.
- 1954 - De totale maandelijkse zonneschijnduur bedraagt 100 uur in Ukkel (normaal: 53 uur). Dit is de zonnigste maand januari van de eeuw.
- 1963 - In Ukkel is het de koudste maand januari van de 20e eeuw, met een gemiddelde temperatuur van –4,6 °C (normaal: 2,5 °C). Het is ook de tweede koudste maand van de eeuw (na februari 1956). De maand telt ook, zoals in 1940 en in 1945, dertig vorstdagen.
- 1969 - Tijdens de maand januari valt er, zoals in 1932, geen sneeuw in Ukkel.
- 1975 - De gemiddelde temperatuur van de maand januari bedraagt 6,3 °C in Ukkel (normaal: 2,5 °C). Het is de zachtste maand januari van de 20e eeuw.
- 1995 - Het neerslagtotaal in Ukkel van de maand januari bedraagt 143,6 mm: dit is het record van de eeuw voor de maand januari (normaal: 68,4 mm). Elders in het land zijn de maandtotalen ook uitzonderlijk hoog: 240 mm in Thirimont (Beaumont), 283 mm in Aarlen, 391 mm in Dohan (Bouillon), 393 mm in Libramont...
- 1997 - In tegenstelling tot wat zich in 1995 voordeed in Ukkel, toen de maand januari de natste van de eeuw was, telt de maand januari 1997 slechts vier neerslagdagen (normaal: 20 dagen) en viel er slechts 2,6 mm neerslag (normaal: 68,4 mm). Deze maand januari is niet alleen - met een grote voorsprong - de droogste maand januari van de eeuw maar zelfs de droogste maand van de 20ste eeuw. Elders in het land valt er in bepaalde stations nog minder neerslag dan in Ukkel. Zo valt er bijvoorbeeld 1,6 mm in Betekom, 1,5 mm in La Hestre (Manage) en in La Plante (Namen) valt er tijdens de hele maand helemaal geen meetbare neerslag.
- 2004 - De natste maand januari ooit, met 2,5 keer de normale hoeveelheid neerslag.
- 2007 - De warmste maand januari sinds het begin van de waarnemingen. Dit komt tot uiting, zowel in de gemiddelde als de maximum- en minimumtemperatuur.
- 2008 - De zonnigste maand januari ooit, met bijna het dubbele van het normale aantal uren zonneschijn: 104 uur (normaal 54 uur).
- 2018 - Somberste januari in 80 jaar met slechts 27 uur zonneschijn te Ukkel (normaal: 58 uur). Ook was er te Ukkel slechts één vorstdag (normaal: 12 dagen).
- 2021 - Op één na somberste januari sinds 1981 met slechts 27 uur te Ukkel (normaal: 58 uur). De maand was ook uitzonderlijk nat met 131 mm neerslag te Ukkel.
- 2025 - Net als in 2004 de natste maand ooit in Ukkel.